# 滾子
滾子是可以滾動以減少摩擦力的物體。古埃及人搬運巨石時即用樹幹垫于下方以便运输，現今滾子或滾筒仍然廣泛應用，例如機械軸承（啤令），運輸帶等。多数滚子用于降低摩擦力，但亦有滾筒係增加摩擦力，例如打印機內有大量滾筒用作送紙，要有摩擦力才行。